# Rubén Goldín
Rubén Goldín (né le 26 janvier 1955 à Rosario) est un musicien argentin, l'un des plus emblématiques du genre trova rosarina. Il fait partie du groupe de Juan Carlos Baglietto lorsqu'il arrive à Buenos Aires pour enregistrer l'album Tiempos difíciles. Il entame ensuite une carrière solo.

## Biographie
Né en 1955 à Rosario, Rubén Goldín est guitariste, compositeur et chanteur. Il commence sa carrière en 1971 avec son premier groupe sérieux, Pablo el enterrador, fait un bref passage dans le groupe de Raúl Porchetto et forme El Banquete avec Fito Páez. En 1981, il rejoint le groupe de Juan Carlos Baglietto dans sa période d'or de Tiempos difíciles, où il compose, joue de la guitare et fait les arrangements avec Páez. En 1983, il joue avec le groupe Moro-Satragni, dirigé par Oscar Moro et Beto Satragni. En 1984, il participe en tant que musicien invité (voix) au premier album de Fito Páez, Del 63, dans les chansons Viejo mundo et Un Rosarino en Budapest.
Il entame ensuite une carrière solo et, en 1985, il sort son premier album, Destiempo. Sur cet album figure la chanson Hagamos algo, qui sera plus tard enregistrée par Fabiana Cantilo, produite par Charly García, avec Leon Gieco comme invité. En 1988, il enregistre Profano, produit par Fabián Gallardo, qui comprend Sueño de Valeriana. Goldín se consacre également à la musique publicitaire et réalise et chante un grand nombre de jingles dans les années 1980, comme les célèbres Tubby 3 y 4 (yo soy un tubby) et Bon o bon.
En 1990, il sort Piedras preciosas, où se distingue la chanson El ogro y la bruja. Plus tard, il enregistre Brilla el sol (1992). En 1997, il forme le groupe de musique urbaine Rosarinos, avec Lalo de los Santos, Adrián Abonizio et Jorge Fandermole.
En 2013, il sort Nadar, son cinquième album studio. En 2017, il enregistre Girasoles, qui est nommé pour le prix Gardel.

## Discographie

### Albums studio
- 1985 : Destiempo (CDA)
- 1988 : Profano (WEA S.R.L.)
- 1990 : Piedras preciosas (WEA S.R.L.)
- 1992 : Brilla el sol (WEA S.R.L.)
- 1997 : Rosarinos (Barca Records)
- 2013 : Nadar (Acqua Records)
- 2017 : Girasoles (Kamikaze Records)
- 2019 : La Trova Rosarina en Vivo

### Singles
- 1988 : Sueño de Valeriana (WEA)
- 1990 : El mismo amor / Chica invisible (Warner Music Argentina)

## Filmographie
- 1986 : La mayoría silenciada